# 洪子东岛
洪子东岛位于中国东北地区辽东半岛东侧的黄海中，是长山群岛里长山列岛中的一座岛屿，位于广鹿岛以东800米处，属于辽宁省长海县广鹿岛镇柳条村管辖。

## 地理
洪子东岛原是广鹿岛东部的一个半岛，与主岛连接的狭窄部位长期受海浪冲刷，形成连岛沙坝，继而在中间呈一道槽状水流口，将两岛分隔。由于受浅水沙坝的阻拦，涨落潮时便汇成被称为“洪子”的滚滚洪峰，因岛位于“洪子”以东，故名。每逢特大低潮时，沙坝出露，可徒步行走于两岛间。

## 人口
洪子东岛原有常住居民约160人，因环境艰苦，2004～2005年居民整体搬迁至广鹿岛。现洪子东岛无常住居民，本岛成为村民渔业生产的基地。